# Камуси
Ка́муси (рос. камусы з саамських мов, інакше койба, койби) — традиційна саамська назва м'якої шкурки з ніг тварин, переважно північного оленя.
Камусами називали взагалі шкурку, зняту з ніг тварин, тобто не тільки о́леня, а й зайця, песця тощо. З цих шкурок шилося традиційне взуття, напр. саамські каньги.
Від саамів слово ввійшло в російську лексику.

## Джерело
- Народы мира. Историко-этнографический справочник., М.:«Советская Энциклопедия», 1988, стор. 619